# Fino a quando il cielo esiste
Fino a quando il cielo esiste è un singolo del cantautore italiano Mox, in collaborazione con il cantante Fulminacci, pubblicato il 6 marzo 2020 dall'etichetta Maciste Dischi.

## Tracce
Testi e musiche di Marco Santoro, Filippo Uttinacci.
1. Fino a quando il cielo esiste (feat. Fulminacci) – 3:42

## Video musicale
Il video pubblicato lo stesso giorno rappresenta i due cantanti nelle vesti di due anziani. 